# Peter Marius Andersen
Peter Marius Andersen (Copenaghen, 25 aprile 1885 – Copenaghen, 20 marzo 1972) è stato un calciatore danese.